# Mortal Kombat: Defenders of the Realm
Mortal Kombat: Defenders of the Realm (br: Mortal Kombat: Os Defensores da Terra) é uma série animada de Mortal Kombat. Produzido pela Threshold Entertainment e Film Roman, foi ao ar no bloco de animação Action Extreme Team da USA Network por uma temporada de treze episódios de setembro a dezembro de 1996, consecutivamente com a série animada Street Fighter. A série serve como uma combinação de uma sequência alternativa para o primeiro filme de Mortal Kombat e os eventos de Ultimate Mortal Kombat 3.

## História
A série foi focada em um grupo de guerreiros reunidos por Raiden (soletrado Rayden na série) para defender o Earthrealm dos invasores que entraram por portais de várias outras dimensões. Os guerreiros reunidos incluíam Liu Kang, Stryker, Sonya Blade, Jax, Kitana e Sub-Zero, com Nightwolf funcionando principalmente como suporte técnico, mas ainda entrando na briga em várias ocasiões. Os guerreiros operavam em uma base oculta de onde Nightwolf e Rayden monitoravam as aberturas do portal; os guerreiros voavam em jatos em forma de dragão para lidar com distúrbios. Shao Kahn foi um arqui-inimigo ao longo da série, apesar de aparecer em apenas quatro dos treze episódios da série, sendo responsável por permitir que outros reinos invadissem o Earthrealm.
Os personagens e seus antecedentes eram principalmente contínuos com a representação do filme e o cânone da série, embora muitos personagens originais exclusivos do programa tenham sido introduzidos e alguns elementos de Mortal Kombat 3 tenham sido incluídos. As tramas do episódio compartilham pouca relação com a de qualquer um dos jogos, embora os designs dos personagens sejam baseados em seus sprites MK3 e Ultimate Mortal Kombat 3 (exceto Kitana, cujo design se parece com uma mistura de seus visuais de MKII e UMK3). Kung Lao, Johnny Cage, Mileena, Sindel, Goro e Kintaro não foram mostrados nem referenciados no programa, enquanto personagens baseados em Reptile, Baraka e Jade foram apresentados.
O final envolveu Kitana liderando uma rebelião de Outworld contra Kahn. O aspecto mais notável do show foi que ele proporcionou a estréia de Quan Chi, que se tornaria um grande antagonista na série de jogos.

## Crossover
O episódio 9, "Resurrection", é parte 3 de um crossover de 4 episódios com vários outros programas que foram ao ar como parte do bloco de programação "Action Extreme Team" da USA Network:
- Street Fighter (1995-1997, Estados Unidos): episódio 22 "The Warrior King" (Parte 1)
- Savage Dragon (1995-1996, Estados Unidos): episódio 21 (208) "Endgame" (Parte 2)
- Wing Commander Academy (1996, Estados Unidos): episódio 8 "Recreation" (Parte 4)